# Aleksandr Glasunov
Aleksandr Konstantinovitj Glasunov (russisk: Алекса́ндр Константи́нович Глазуно́в tr. Aleksandr Konstantinovitj Glasunov ; født 10. august 1865, død 21. marts 1936) var en russisk komponist.
Glasunov var udstyret med et usædvanling sikkert øre og en forbløffende musikalsk hukommelse. Han komponerede allerede fra 11-års-alderen. I 1879 anbefalede Balakirev ham at søge undervisning hos Rimskij-Korsakov, og han udviklede sig med dennes ord, ikke fra dag til dag, men fra time til time. Den 16-åriges første symfoni blev uropført af Balakirev 29. marts 1882. Sammen med Rimskij-Korsakov færdiggjorde han Aleksandr Borodins ufuldendte opera Fyrst Igor, der anses som et af hovedværkerne i russisk opera.
Han komponerede 8 symfonier, der skaffede ham prædikatet "Den russiske Brahms". Glasunovs violinkoncert fra 1904 er nu hans mest spillede værk. I 1934 skrev han sin første saxofonkoncert.
Som balletkomponist fulgte han i Tjajkovskijs fodspor med Raymonda fra 1897 og Vremene goda i 1899.

## Udvalgte værker
- Symfoni nr. 1 "Slavisk" (1881-1884, rev. 1929) - for orkester
- Symfoni nr. 2 "Til minde om Liszt" (1886) - for orkester
- Symfoni nr. 3 (1890) - for orkester
- Symfoni nr. 4 (1893) - for orkester
- Symfoni nr. 5 (1895) - for orkester
- Symfoni nr. 6 (1896) - for orkester
- Symfoni nr. 7 "Pastorale" (1902-1903) - for orkester
- Symfoni nr. 8 (1905-1906) - for orkester
- Symfoni nr. 9 (1910 ufuldendt - færdiggjort 1948 af G. Yudin)